# 杜桂萍
杜桂萍，北京师范大学文学院教授，中华人民共和国教育部2012年度“长江学者特聘教授”，主要从事元明清文学、古典戏曲与文献学研究。

## 生平
1985年毕业于黑龙江大学，1988年获山东大学文学硕士学位，2003年获哈尔滨师范大学文学博士学位。

## 荣誉
- 中华人民共和国教育部“长江学者特聘教授”（2012年）
- 中华人民共和国国务院政府特殊津贴（2010年）

## 学术兼职
- 中国古代戏曲学会副会长
- 中国散曲研究会副会长
- 中国近代文学学会常务理事
- 中国明代文学学会理事